# Middelalderbroderi
Middelalderbroderi blev udført af fornemme kvinder og håndværkere i de mest komplicerede teknikker og materialer. De broderede med silke og uld og med guld og sølv.

## Erhvervsmæssigt broderi
I middelalderen var broderi en lige så værdifuld kunstart som maler- og billedhuggerkunst. Meget broderi udførtes professionelt i værksteder, hvor de broderende var samlet i lav, ligesom vævere og skræddere var det. I Norden blev den, der ernærede sig ved at brodere, omtalt som perlestikker. Titlen kom af, at der brugtes perler til broderiet. Ordet broderi er lånt fra fransk og begyndte at optræde i det danske sprog i 1600-tallet. At brodere kaldtes i middelalderen at baldyre, stikke, sømme, sænke, slynge eller sy.
Danmark har ikke haft broderilav i middelalderen, mens der i Frankrig var lav omkring år 1300. Efter en parisisk lavsskrå (lavsregler) skulle en perlestikker stå i lære i otte år hos en anerkendt mester, til hvem der stilledes strenge krav.
Både mænd og kvinder broderede erhvervsmæssigt. I renæssancen blev det udelukkende mænd, der udførte store broderier for konge og adel, mens resten af håndværket degraderedes til en kvindelig hjemmesyssel, som det har været siden.
I Norden udførte middelalderens værksteder især store guld- og silkebroderier til kirker og konger. Ofte blev broderierne tegnet af én og broderet af andre. I1400-tallet var den svenske maler Albertus Pictor kendt for sine tegninger til kirkelige broderier og (kalk)vægmalerier i kirker.

## Klostre
Mange kirkelige broderier var fremstillet af nonner, der boede i klostre. Vi kender til, at der i Den Hellige Birgittas klostre, især i hovedklostret i Vadstena i Sverige, blev fremstillet mange fine broderier. De var  hovedsageligt guld- og silkebroderier, for det meste nedlagt syning med guldtråd og splitsting i silke. Motiverne var mest blomster som symboler på Jomfru Maria. Men nonnerne fremstillede også en lang række andre håndarbejder i klosteret: Vævede bånd, sprangarbejder, vævning af uldstof og linned og syning af tøj.
Klosteret behøvede selv en mængde broderede tekstiler til kirkens cirka 60 altre, og Birgitta befalede, at der skulle høre to sæt altertekstiler og messehageler til hvert alter.
Heldigvis er der bevaret mange broderier fra Vadstena, selv om det er lidt i forhold til, hvad der har eksisteret. I det hele taget er der bevaret mange flere middelalderbroderier i Sverige end i Danmark, muligvis ryddede man ved reformationen mere væk her i landet af det, der havde med den katolske kirke at gøre. Peder Palladius, der var Sjællands biskop efter reformationen, opfordrede til at sende messehageler til Helligåndshospitalet i København, hvor de kunne gøre nytte som forbindinger. Nogle få danske middelalderbroderier kan ses på Nationalmuseet i København. Andre (fra Skåne) findes i svenske samlinger, eksempelvis i Lunds Historiska Museet, som udstiller broderier.
Klostrene fremstillede også kirketekstiler til kirker uden for klosteret. Vadstena Kloster solgte fx omkring år 1400 alterklæder til Fågelås Kyrka.
I Tyskland var der også klostre kendt for deres broderi. Eksempelvis Kloster Lüne, hvor man fremstillede store, hvide broderier til antependier (alterbordsforhæng) og lignende syet med hvid hørtråd på hvidt hørlærred med sammentrukne eller udtrukne tråde og fladsyede eller mønstre i kædesting. Desuden fremstilledes store tæpper i kulørt broderi, såkaldt klostersyning, der er nedlagt syning med uldgarn. De tyske middelalderbroderier kaldes fra gammel tid Opus Teutonicum.

## Beginer
Uden for klostrene fandtes andre fromme kvinder, der broderede, såkaldte beginer, som fra 1200-tallet fandtes overalt i Europa. Disse kvinder levede i religiøse fællesskaber og fik vejledning fra klostre. De opretholdt som regel livet ved håndarbejde, mens de udadtil udøvede forskellige barmhjertighedsgerninger.

## Adelen
Adelsfrøkener sendtes til klostre for at lære broderi. Det ses fx af folkeviser. Her berettes om Valborg Immersdatter, at hun:
```
sattes i kloster ind
som hun skulle sømmen lære.
De lærte hende slynge og søm.
De lærte hende læse i bog.
Så ædelig hendes sæder var, 
hun var i sind så klog 
[
7
]
```

At slynge er et andet ord for broderi, det kan også betyde sprang eller andet, her er det ikke klart, men søm er broderi. Adelsfrøkener kunne også oplæres af adelsfruer, som beherskede teknikken. Der var god brug for, at unge adelskvinder lærte at spinde guld, brodere, væve og sy. Disse kundskaber var nødvendige for at lave kostbart tøj og udsmykning til huset i form af vægtæpper, og som det siges i en folkevise, gik der meget dyrt guldtråd til:
```
Vel slider kære søster min
hun slider de klæder bolde.
Der vil så meget røde guld til
de gode mænds børn at holde.
[
7
]
```

Men også kirketekstiler kunne husfruer tage sig af: I det 11. århundrede berettes hos Saxo (Danmarks riges krønike), at Svend Estidsøns fraskilte hustru Gutha og hendes møer beskæftigede sig med at brodere kirketekstiler, blandt andet en messehagel til Roskilde Domkirke.

## Broderi på tøj
I Snorres krønike står om en middelalderskik, der synes at være meget gammel: At bruden gav sin udvalgte brudgom guldsmykkede klæder. Det kan selvfølgelig ikke være hvem som helst beskåret at have råd til, men også almindelige mennesker broderede på tøj. Der findes talrige malerier, tegninger og skulpturer, der viser, at det i middelalderen var mode at have smalle borter på sit tøj, men hvordan de var fremstillet, kan være svært at se. 
Etymologen Hjalmar Falk skriver, at et gammelt ord borda, som ordet bort kommer af, oprindelig betød 'ornamental bort'. Ordet kommer af samme ord som byrda, som er et gammelt islandsk ord for broderi. Ud fra det mener Hjalmar Falk at have bevis for, at broderi var en nødvendig bestanddel af borter på tøj, eller sagt med andre ord: Mange af de borter, vi kan se på tøjet, var broderede.
Der er også vævede og flettede borter bevaret, eksempelvis i grønlandske nordbodragter fra 1300-tallet.. Et andet eksempel er den norske Skjoldhamndragt fra 1000-tallet. Flere steder ude i Europa findes bevarede små, broderede posetasker.

## Broderier i hjemmet
I Danmark er der fra senmiddelalderen hverken bevaret inventar fra huse eller billeder af det, men fra andre steder i Europa findes malerier af stuer, som viser møbler og tekstiler fra tiden. Fra testamenter i Danmark fra begyndelsen af 1200-tallet til slutningen af middelalderen opremses tekstiler som sengetøj af forskellig art, bænkedyner, hynder, vægtæpper, duge og håndklæder..
I Tyskland er der bevaret broderede puder fra middelalderen, broderet i fladedækkende og talte broderier som væve- og flettesyning.
Af islandske sagaer ses, at mange tekstiler i middelalderen blev broderet til huse, fx nævnes blåt broderi på hvidt hørlærredssengetøj og -duge. Fra islandske og andre nordiske kilder ved vi, at større gårde havde lange vægtæpper, som dels varmede,, dels pyntede. Ofte var det store vægtæpper uden pynt på gammelt nordisk kaldet tjald. Over dem hang – særligt ved festlige lejligheder – smalle, lange vægtæpper, der var pyntede. De kaldtes på gammelt nordisk sprog refil (reflar i flertal). Ordet er i familie med ordet (sand)revle. En refil kunne være udsmykket med broderi eller stofmaling, eller den kunne være mønstervævet. Eksempel på en broderet er det fransk/engelske Bayeuxtapet fra 1100-tallet, der er en halv meter højt og 70 meter bredt. Dernæst er der de svenske tæpper fra Skog og Överhogdal fra omkring 1000-tallet, der var mønstervævede. Tjald og refil var også meget brugt i kirker, hvor de nogle steder nåede hele vejen rundt langs væggene.